# Сватково (Московская область)
Сва́тково — село в Сергиево-Посадском городском округе Московской области России.

## Население
| 1859 | 1886 | 1895 | 1905 | 1926 | 2002  | 2006  | 2010  |
| ---- | ---- | ---- | ---- | ---- | ----- | ----- | ----- |
| 237  | ↘210 | ↗256 | ↘250 | ↗384 | ↗2194 | ↘2145 | ↘1853 |

## География
Село Сватково расположено на севере Московской области, в юго-восточной части Сергиево-Посадского городского округа, примерно в 64 км к северу от Московской кольцевой автодороги и 11 км к северо-востоку от станции Сергиев Посад Ярославского направления Московской железной дороги, на безымянном правом притоке реки Куньи бассейна Дубны.
В 5,5 км юго-восточнее села проходит Ярославское шоссе М8, в 3 км к юго-западу — Московское большое кольцо А108, в 13 км к северо-востоку — автодорога Р75 Александров — Владимир. Ближайшие сельские населённые пункты — посёлок Беликово и деревня Игнатьево.
К селу приписано 13 садоводческих товариществ (СНТ).
Связано автобусным сообщением с городами Сергиевым Посадом, Пересветом, Краснозаводском (маршруты № 23, 26, 27, 50, 118, 119).

## История
Сватково возникло из трёх пустошей в первой половине XV века, не позднее 1443 года, и получило своё название от первого владельца местности — Ивана Сватко, передавшего пустоши в качестве долга в 10 рублей Троицкому игумену Никону.
В сотной книге 1563 года Сватково с 46 крестьянскими дворами значилось в Верхне-Дубенском стане, а во время польско-литовской осады Троицкой лавры начала XVII века пострадало вместе с другими окрестными монастырскими сёлами.
По переписным книгам 1678 года Сватково числилось присёлком к селу Бужаниново. В 1764 году перешло в казённое ведомство.
Церковь Покрова Пресвятой Богородицы в Сваткове была основана в первой половине XV века. В 1793 году церковь сгорела, а вместо неё из Переславля была перевезена купленная прихожанами деревянная церковь во имя Знамения Божией Матери и переосвящена в прежнее имя.
С благословения епископа Владимирского и Суздальского Ксенофонта вместо деревянной церкви в 1810 году был выстроен каменный однокупольный Покровский храм в стиле классицизма с приделами во имя святого пророка Илии и святого Иоанна Предтечи. В 1938 году храм был закрыт, купол и колокольня сломаны. Открыт в 1990 году и отремонтирован. Является объектом культурного наследия России, как памятник архитектуры регионального значения.
В «Списке населённых мест» 1862 года Святково — казённое село 2-го стана Александровского уезда Владимирской губернии на Ярославском шоссе от границы Дмитровского уезда к Переяславскому, в 39 верстах от уездного города и 30 верстах от становой квартиры, при безымянной речке, с 37 дворами, православной церковью, училищем и 237 жителями (108 мужчин, 129 женщин).
В 1886 году — село Редриковской волости Александровского уезда с 31 двором, церковью, трактиром, кирпичным заводом и 210 жителями.
По данным на 1895 год — село Рогачёвской волости Александровского уезда с 256 жителями (126 мужчин, 130 женщин). Основным промыслом населения являлось хлебопашество, в зимнее время женщины и подростки занимались размоткой шёлка и клеением гильз, 36 человек уезжали на отхожий промысел на фабрики и заводы Александровского уезда.
По материалам Всесоюзной переписи населения 1926 года — село Рогачёвского сельсовета Рогачёвской волости Сергиевского уезда Московской губернии в 3,7 км от станции Бужаниново Северной железной дороги; проживало 384 человека (178 мужчин, 206 женщин), насчитывалось 76 хозяйств (70 крестьянских); в селе располагался волостной исполнительный комитет.
С 1929 года — населённый пункт Московской области в составе:
- Сватковского сельсовета Сергиевского района (1929—1930)[19],
- Сватковского сельсовета Загорского района (1930—1954)[20],
- Наугольновского сельсовета Загорского района (1954—1963, 1965—1991)[20][21][22],
- Наугольновского сельсовета Мытищинского укрупнённого сельского района (1963—1965)[21],
- Наугольновского сельсовета Сергиево-Посадского района (1991—1994)[22],
- Наугольновского сельского округа Сергиево-Посадского района (1994—2006)[23],
- сельского поселения Березняковское Сергиево-Посадского района (2006—2019)[24][25].
- Сергиево-Посадского городского округа (2019 — н. в.).